# Нуитоны

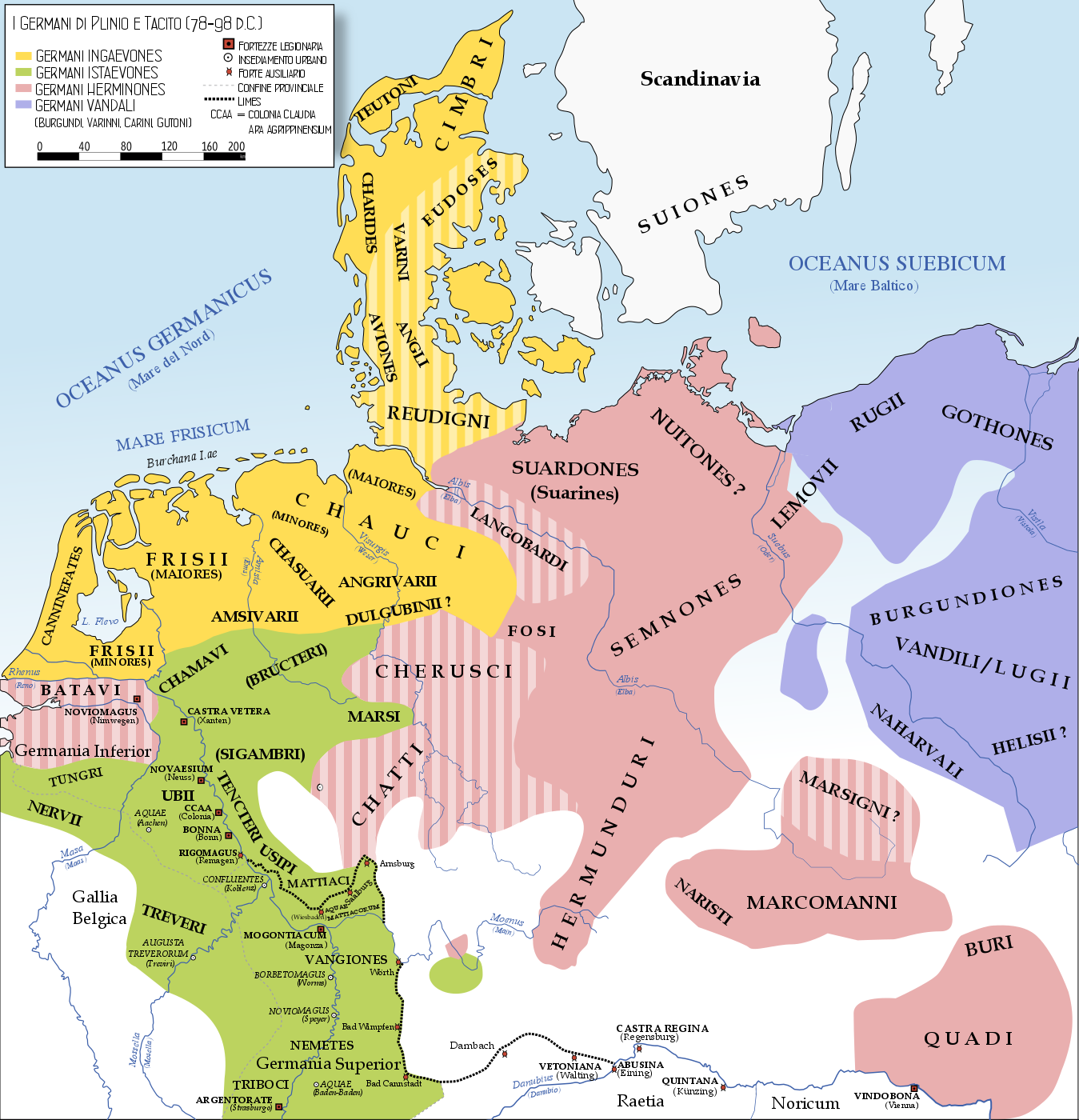
Германские племена на территории Germania Magna в I веке нашей эры по данным Плиния и Тацита

Нуито́ны (лат. Nuithones) — одно из древнегерманских племён, проживавших в южной части Ютландского полуострова. Упоминаются у древнеримского историка Тацита в его географическом очерке «Германия» среди ряда небольших племён, которые поклонялись богине земли Нерте.
Датский исследователь предыстории своей страны Гудмунд Шютте замечает, что название, вероятно, переиначено и предполагает, что правильными формами были Teutones (тевтоны) или Euthiones (эвтионы).

«Далее следуют ревдигны, авионы, англы, варины, юты, сварины и нуитоны. Все защищены реками или лесами. Каждое из этих племен в отдельности ничем не замечательно, но все они вместе поклоняются Нерте, то есть, Матери-Земле, и думают, что она вмешивается в дела людей и объезжает народы»
Оригинальный текст (лат.)
«Reudigni deinde et Aviones et Anglii et Varini et Eudoses et Suardones et Nuithones. Nec quicquam notabile in singulis, nisi quod in commune Nerthum, id est Terram matrem, colunt eamque intervenire rebus hominum, invehi populis arbitrantur. ...» 

— Тацит, «Германия» 